# Glaserhorn
Glaserhorn – szczyt w Alp Glarneńskich, części Alp Zachodnich. Leży w Szwajcarii, na granicy kantonów Gryzonia i St. Gallen. Należy do podgrupy Alp Glarneńskich właściwych. Szczyt można zdobyć ze schroniska Schräawislihütte (1732 m) lub Sardonahütte (2157 m).